# Maironis-Universitätsgymnasium Kaunas

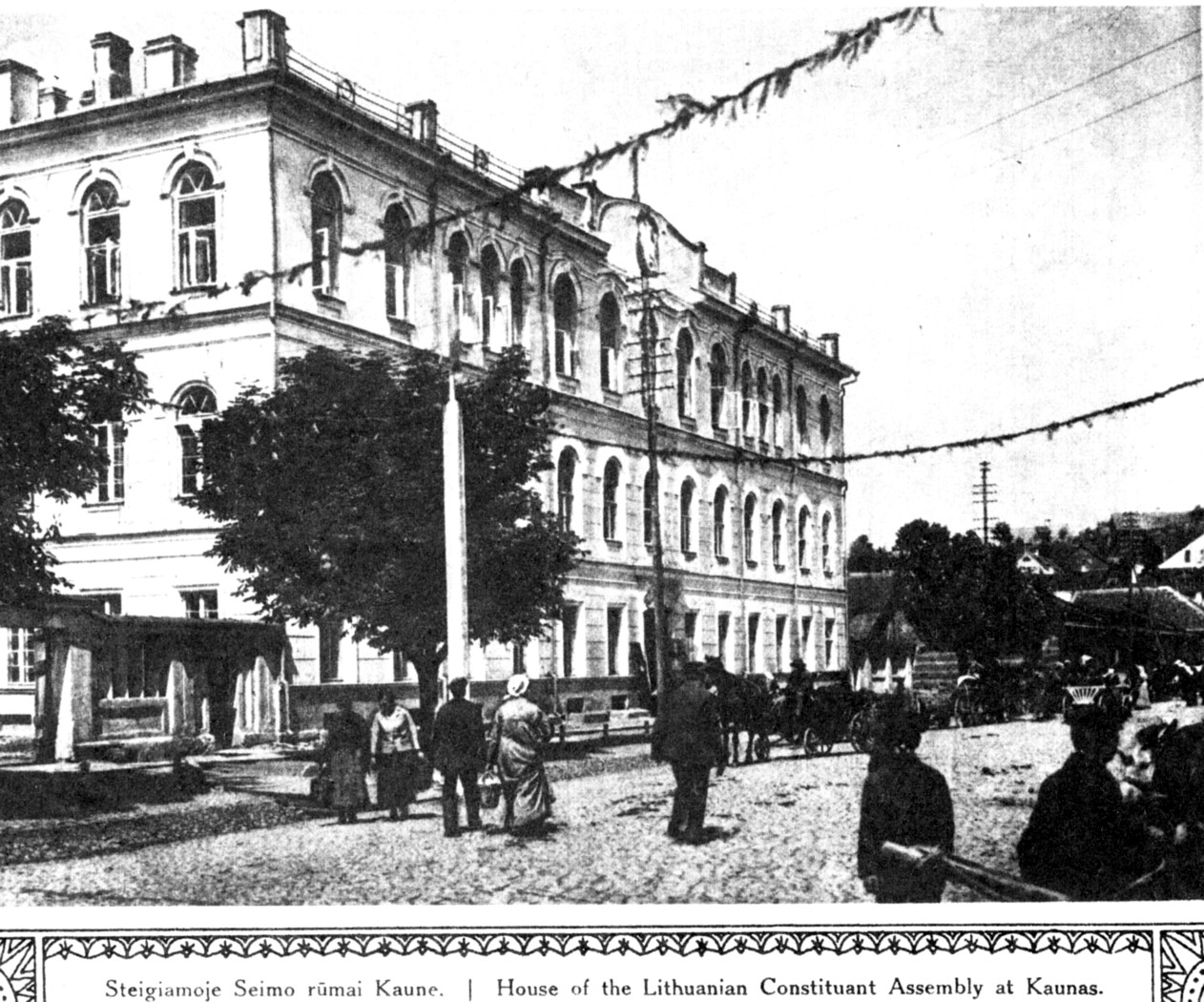
Gymnasium 1921

Das Maironis-Universitätsgymnasium Kaunas (litauisch Kauno Maironio universitetinė gimnazija) ist ein staatliches Gymnasium in Kaunas, der zweitgrößten Stadt Litauens. Es wird von den Hochschulen Kaunas' betreut.

## Geschichte
Nachdem man Gouvernement Kowno gründete, wurde 1843 das Kollegium aus Kražiai nach Kaunas (zum Zentrum des Gouvernements) übersiedelt. Es hatte den Status eines Gouvernementsgymnasiums. 1909 wurde die dritte Etage der Schule aufgebaut. Während des Ersten Weltkriegs wurde das Gymnasium geschlossen. Die Kanzlei befand sich in Smolensk.
1920 war Das Gymnasium ein Sitzungsort des litauischen Parlaments (Steigiamasis Seimas). Von 1920 bis 1922 wurden die „Hochkurse“ (lit. Aukštieji kursai) im Gebäude organisiert. Daraus entstanden einige Hochschulen in der damaligen Hauptstadt Kaunas.
Im September 1927 wurde das „Aušros“-Mädchengymnasium im Gebäude untergebracht. Es gab 14 Klassen mit 573 Schülerinnen. 8 Klassen hatten den Bildungschwerpunkt Geisteswissenschaften und 6 Klassen Kommerz. Man lehrte Buchführung, Maschinenschreiben und andere wirtschaftliche Sachen. Die humanitären Klassen hatten die verbesserte sprachliche, literarische und historische Bildung.
1940 wurde ein Teil des Gymnasiums zur ersten Mittelschule Kaunas übersiedelt. Das alte Gymnasium wurde zur zweiten Mittelschule Kaunas, hier lernten auch die Jungen (aus der 1. Mittelschule Kaunas). 1989 bekam sie Maironis-Namen. 2010 begann die Partnerschaft mit den Hochschulen Kaunas': Kauno medicinos universitetas, Lietuvos veterinarijos akademija, Kauno technologijos universitetas, Lietuvos kūno kultūros akademija, Lietuvos žemės ūkio universitetas und Vytauto Didžiojo universitetas.

## Direktor
| - Jonas Šova, 1915–1916 - Pranas Dovydaitis, 1916–1922 - Kazimieras Jokantas, 1927–1939 - Marija Skardžiuvienė, 1939–1940 - Ona Kmitaitė-Juodelienė, 1940 - Alina Skrupskelienė, 1941–1944 | - Juzė Kudirkaitė, 1944–1960 - Liudmila Steponaitienė, 1960–1963 - Vytautas Želvys, 1963–1966 - Kristina Reikienė, 1966–1985 - Adelė Aldona Sekonaitė, 1985–2005 - seit 2005: Daiva Garnienė |

## Schüler
- 1927–1940: Marija Gimbutienė (1921–1994), litauische Archäologin
- Hermann Minkowski (1864–1909), deutscher Mathematiker und Physiker
- Oskar Minkowski (1858–1931), deutscher Mediziner
- Jackus Sondeckis (1893–1989),  Bürgermeister von Šiauliai